# Bulldogs (Film)
Bulldogs ist ein US-amerikanischer Pornospielfilm des Produktionsstudios Digital Playground.

## Handlung
Der Film handelt von den Bulldogs, einer berüchtigten Hooligan-Gang, die sich an dubiösen Geschäften beteiligt. Als Eva, eine investigative Journalistin, von der Großstadt aufs Dorf zieht, versucht ihr Mitbewohner Danny sie zu beschützen. Er will nicht, dass sie die gefährliche Wahrheit erfährt, wieso die Gang die Nachbarschaft terrorisiert. Doch auch Eva hat Geheimnisse.

## Auszeichnungen
- 2018: AVN Award – Winner: Best Foreign Feature